# Heteropoda merkarensis
Heteropoda merkarensis là một loài nhện trong họ Sparassidae.
Loài này thuộc chi Heteropoda. Heteropoda merkarensis được Embrik Strand miêu tả năm 1907.